# جهاز تحكم تسليم التطبيقات
يُعد جهاز التحكم في توصيل التطبيقات (إيه دي سي) جهاز شبكة وجزءًا من شبكة توصيل التطبيقات (إيه دي إن) في مركز البيانات ويساعد في أداء المهام المعتادة التي تقوم بها مواقع الويب في محاولة لإزالة الحِمل من خادم الويب نفسه. وتقوم العديد من هذه الأجهزة أيضًا بعملية موازنة الحمل. وتوضع أجهزة التحكم في توصيل التطبيقات عادةً بين جدار الحماية/جهاز التوجيه ومجموعة خوادم الويب. وتوصف أجهزة التحكم في توصيل التطبيقات أحيانًا بأنها «الجيل التالي من مُوازِنات الأحمال».

## الميزات
غالبًا ما توفر أجهزة التحكم في توصيل التطبيقات ميزات مثل الضغط والتخزين المؤقت وتضميم إشارات الاتصال وأمان طبقة التطبيقات وإفراغ حمولة طبقة المنافذ الآمنة وتبديل المحتوى مع موازنة حمل الخادم الرئيسي. كما أنها توفر في أغلب الأحيان ميزات متقدمة مثل معالجة المحتوى وإستراتيجيات التوجيه المتقدمة ومراقبة سلامة الخوادم ذات القابلية الكبيرة للتهيئة.

## التوفر
تتوفر منتجات تسارع التطبيقات من عدة شركات. وقد أصبح هذا القطاع السوقي مقسمًا إلى مجالين عموميين: 1) التحسين العام للشبكة و2) التحسين الخاص بالتطبيقات/إطار العمل. ويعمل كلا النوعين من الأجهزة على تحسين الأداء، إلا أن النوع الأخير عادةً ما يكون أكثر إلمامًا بإستراتيجيات التحسين التي تعمل على النحو الأمثل مع إطار عمل خاص للتطبيقات، مع التركيز على ضبط أداء تطبيق إيه إس بي دوت نت أو ضبط أداء تطبيق أجاكس على سبيل المثال. وهناك إجماع متزايد على أن سوق تسارع التطبيقات يتجه نحو مزيد من التقارب بين الشبكة وطبقات التطبيقات.

## وصلات خارجية
- Application Acceleration Market Hits $1.2B eWeek. Retrieved 10/27/2007.